# Michèle Martin (actrice)
Ne doit pas être confondu avec Michelle Martin.
Michèle Martin, née Suzette Poulhe-Charrière à Clermont-Ferrand le 29 novembre 1919 et morte à Vénissieux le 15 janvier 2016 est une actrice française.

## Filmographie
- 1944 : Le Bal des passants de Guillaume Radot
- 1945 : Le Jugement dernier de René Chanas
- 1947 : La Taverne du poisson couronné de René Chanas
- 1947 : Un flic de Maurice de Canonge
- 1948 : Le Colonel Durand de René Chanas
- 1948 : La Carcasse et le Tord-cou de René Chanas
- 1949 : L'Escadron blanc de René Chanas
- 1950 : Un sourire dans la tempête de René Chanas
- 1955 : Pas de pitié pour les caves de Henri Lepage
- 1956 : À la manière de Sherlock Holmes de Henri Lepage